# ایواساکی یاتارو
ایواساکی یاتارو (به ژاپنی: 岩崎 弥太郎 Iwasaki Yatarō) (زاده ۹ ژانویه ۱۸۳۵ – درگذشته ۷ فوریه ۱۸۸۵) کارآفرین، صنعتگر و اقتصاددان ژاپنی بود که در سال ۱۸۷۳ شرکت میتسوبیشی را تأسیس نمود.
یاتارو، میتسوبیشی را در قالب یک شرکت حمل‌ونقل راه‌اندازی کرد ولی در طول دهه‌های بعد کسب‌وکار این شرکت توسعه پیدا کرد و امروزه گروه میتسوبیشی دارای شرکت‌های تابعه و زیرمجموعه زیادی است که برای نمونه می‌توان به گروه مالی میتسوبیشی یواف‌جی، میتسوبیشی کورپوریشن، صنایع سنگین میتسوبیشی، نیکون، شرکت آساهی گلس، نیپون اویل، میتسوبیشی الکتریک، میتسوبیشی کمیکال، جی‌اکس هولدینگز، میجی یاسودا لایف و میتسوبیشی موتورز اشاره کرد.